# 井陉县
井陉县是中华人民共和国河北省石家庄市所辖的一个县。縣人民政府駐微水鎮建設南路3號。

## 历史沿革
西汉置井陉县，属常山郡。东汉、曹魏、西晋、北魏皆因之。北齐与石邑县合并，称井陉，治于原石邑城（今鹿泉区北故邑村南）。隋属恒州，开皇十六年，析置苇泽县，置井州，辖井陉苇泽二县；大业初州废，并苇泽、蒲吾入县，属恒山郡；义宁初，置井陉郡。唐武德初，复置井州；贞观十七年，州废，县还属恒州。北宋熙宁六年，省入获鹿、平山，八年复置，县治移于天威军（今威州镇），仍属真定府。金天会七年，设威州，郡名陉山郡，后县治迁回今址。元移州治于洺水县，县属广平路威州，明还属真定府，清因之。

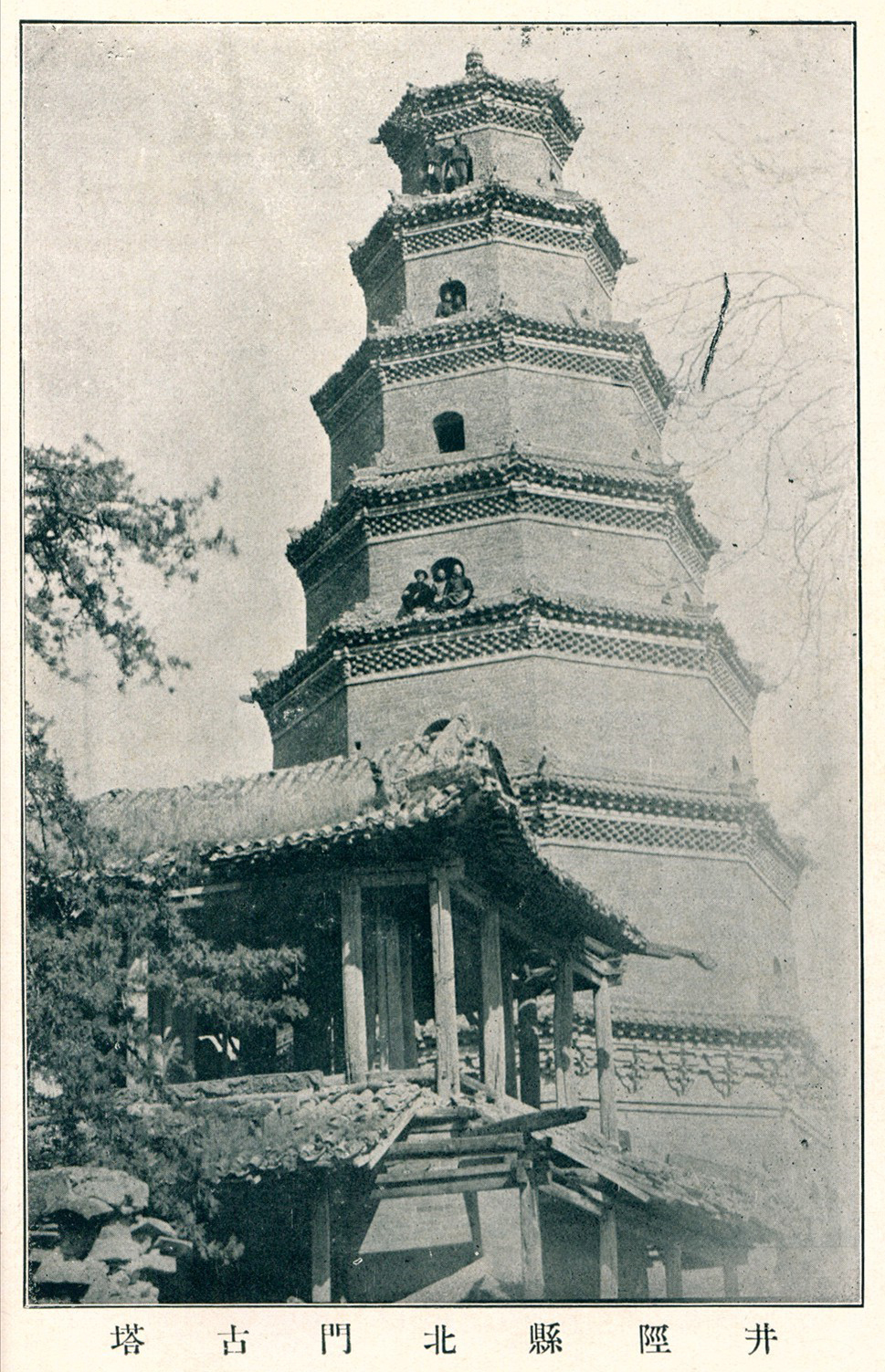
井陘縣北門古塔
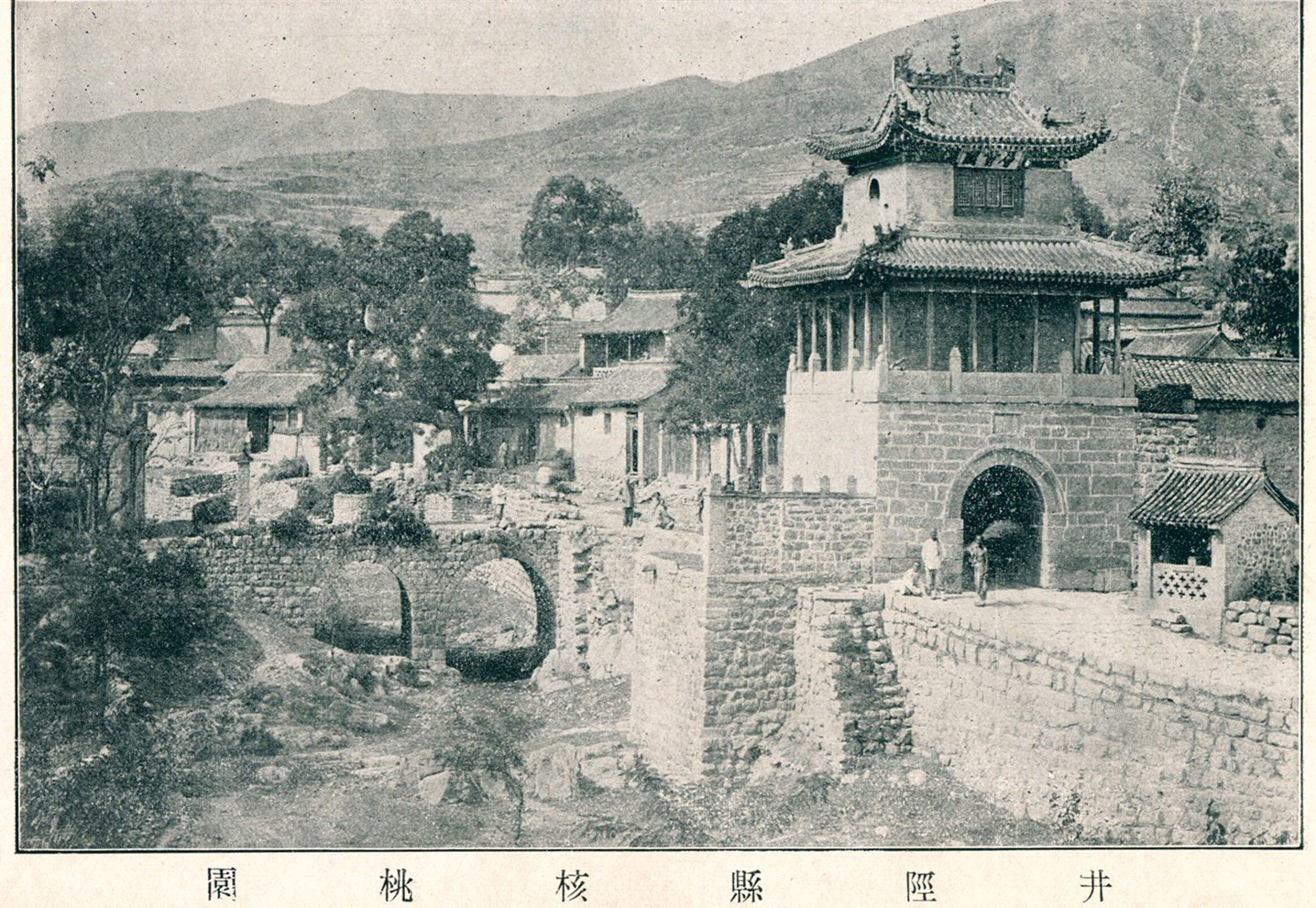
井陘縣核桃園

## 行政区划
井陉县下辖10个镇、7个乡：
微水镇、上安镇、天长镇、秀林镇、南峪镇、威州镇、小作镇、南障城镇、苍岩山镇、测鱼镇、吴家窑乡、北正乡、于家乡、孙庄乡、南陉乡、辛庄乡和南王庄乡。

## 人口
根據井陘縣第七次全國人口普查結果，截至2020年11月1日零時，井陘縣常住人口25.09萬人。

## 交通
- 307国道过境。

## 旅游

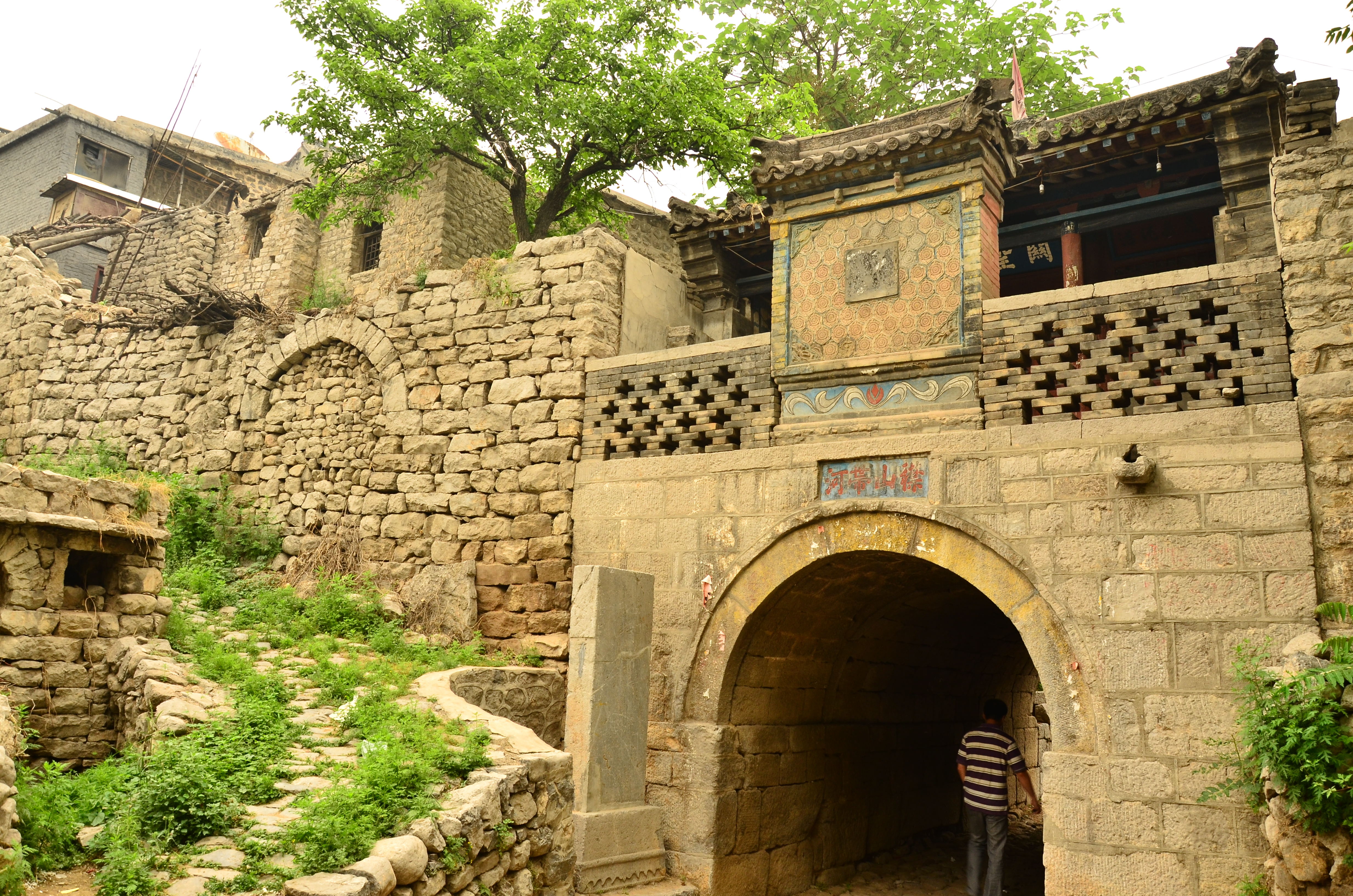
中国历史文化名村大梁江村古建筑

井陉山脉绵延，河川纵横，奇山异景，令人赞叹。
- 苍岩山
- 仙台山
- 锦山
- 秦皇古驿道